# Малиновский сельсовет (Алейский район)
Малиновский сельсове́т — муниципальное образование со статусом сельского поселения и административно-территориальное образование в Алейском районе Алтайского края России. 
Административный центр — село Малиновка.

## Население
| 1997 | 1998 | 1999 | 2000 | 2001 | 2002 | 2003 | 2004 | 2005 |
| ---- | ---- | ---- | ---- | ---- | ---- | ---- | ---- | ---- |
| 690  | ↗703 | ↗712 | ↘701 | ↘700 | ↘673 | ↘642 | ↘614 | ↘511 |
| 2006 | 2007 | 2008 | 2009 | 2010 | 2011 | 2012 | 2013 | 2014 |
| ↗535 | ↘447 | ↘439 | ↘437 | ↘386 | ↘383 | ↘371 | ↘346 | ↘305 |
| 2015 | 2016 | 2017 | 2018 | 2019 | 2020 | 2021 |      |      |
| ↘293 | ↘262 | ↘257 | ↘227 | ↘219 | ↘206 | ↘202 |      |      |

По результатам Всероссийской переписи населения 2010 года численность населения муниципального образования составила 386 человек, в том числе 192 мужчины и 194 женщины.

## Населённые пункты
В состав сельского поселения входит один населённый пункт — село Малиновка.